# حس ابرها

مجسمه حس ابرها در رلینت آرنا، در هیوستون.

حس ابرها (به انگلیسی: Touch the Clouds) (زاده ۱۸۳۸–۵ سپتامبر ۱۹۰۵) با نام اصلی «ماهپیا ایکاهتاگیا» (Maȟpíya Ičáȟtagya) یکی از رئوسای قبایل سرخپوستان لاکوتا بود که به خاطر شجاعت و جنگ آوری و همچنین قدرت‌اش در مذاکره، معروف بود. او جوان‌ترین پسر تک شاخ و با الک خالدار، قورباغه و بینی رومی برادر بود.
شواهد نشان می‌دهد که حس ابرها پسر عموی اسب دیوانه بود.